# Дружко Марія Олександрівна
Марі́я Олекса́ндрівна Дружко́ (нар. 1 березня 1983, Дніпродзержинськ) — українська поетеса та прозайкиня, культурна і громадська діячка, видавниця і літературний консультант. Член Національної спілки письменників України (2003) та Національної спілки журналістів України (2019).
Координаторка і муза молодіжного мистецького проекту VivArt з дня його заснування (2005). Літературний редактор однойменного літературно-мистецького альманаху.
На даний момент Марія Дружко представляє кабінет молодого автора при Обласній Дніпровській організації НСПУ, приділяє велику увагу розвитку молодої літератури Придніпров'я.

## Біографічні відомості
Закінчила у місті Кам'янське середню школу № 38 із золотою медаллю, а також музичну школу № 3.
Закінчила Дніпровський національний університет імені Олеся Гончара, факультет української та іноземної філології і мистецтвознавства (2000—2005).
З 2003 року член Національної спілки письменників України. Пише віршовані та прозові твори для дорослих і дітей.
У 2019 році Марія Дружко залучилася до руху амбасадорів книжкового Форуму видавців у Львові і була удостоєна звання «Найкреативнішого амбасадора».    

## Творчість

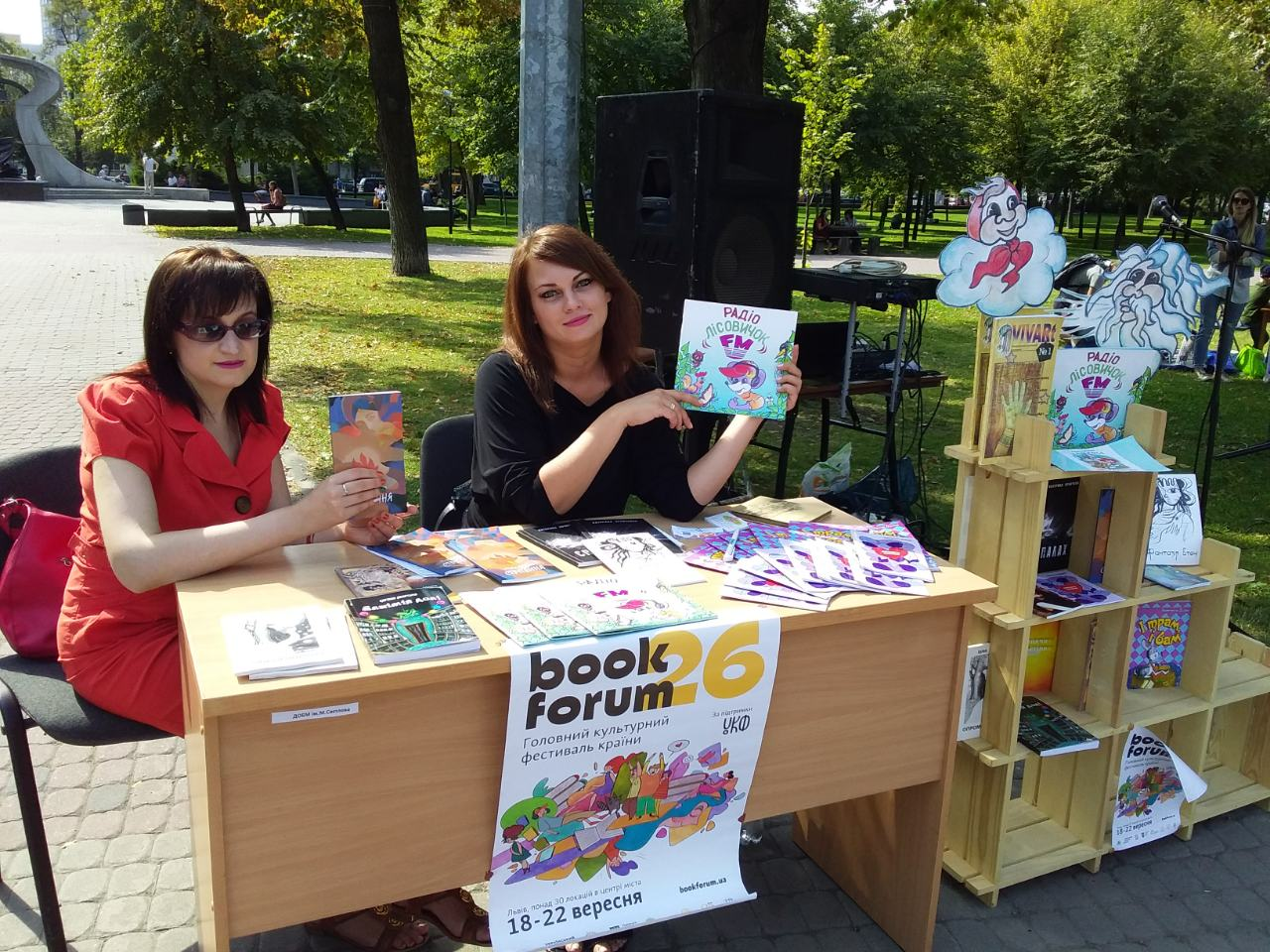
Марія Дружко і Олена Ляшенко на 26-му книжковому форумі у Дніпрі

Пише вірші, прозу, літературно-критичні статті.
Видала 6 персональних поетичних збірок:
- Журливі журавлі. — Дніпропетровськ, 2000.
- Сонячна соната. — Дніпропетровськ, 2001.
- Камертони душі. — Дніпропетровськ, 2003.
- Клепсидра.  — Дніпропетровськ, 2006.
- Стрітення. — Дніпропетровськ, 2012.
- Атмосфера слова.  — Кам'янське, 2020.

2005 року побачила світ перша дитяча книжка поетеси — «Казочка про рукавички».
Після того письменниця написала ще кілька дитячих творів і казок — як віршованих, так і прозових: «Вишенька», «Бузок», «Квасько та Кватруся».
Авторка романів «Шейла» (2008), «Полювання на тура» (2017).

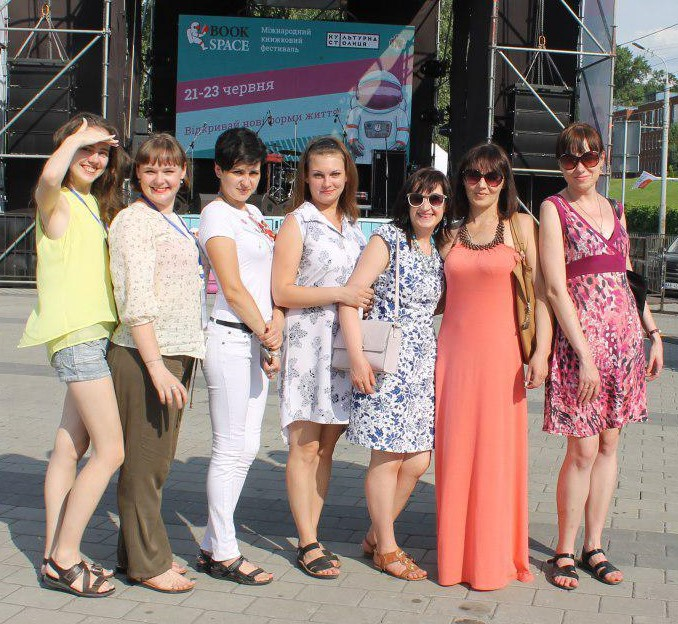
Марія Дружко разом з друзями на Book Space 2019

## Відзнаки
- Лауреатка премії Дніпропетровської обласної державної адміністрації «Обдаровані діти — надія України» (1999, 2000).
- Лауреатка всеукраїнського літературно-мистецького віча «Собори наших душ» імені Олеся Гончара (1998, 1999, 2000).
- Лауреатка міжнародного конкурсу «Морський коньок» (1998).
- Лауреатка обласної премії творчо обдарованої молоді (Дніпропетровськ, 2003, 2004).
- Лауреатка Міжнародної премії імені Олеся Гончара (2008).
- Лауреатка літературної премії імені Валеріана Підмогильного (2012).
- Лауреатка премії в галузі культури, мистецтва та літератури (2014).
- Лауреатка літературного конкурсу Національної спілки письменників України «Степова Еллада» (2016).
- Лауреатка фестивалю поезії «Підкова Пегаса» (2018).[4]
- Лауреатка міжнародного фестивалю «National novel writing month» (2018).

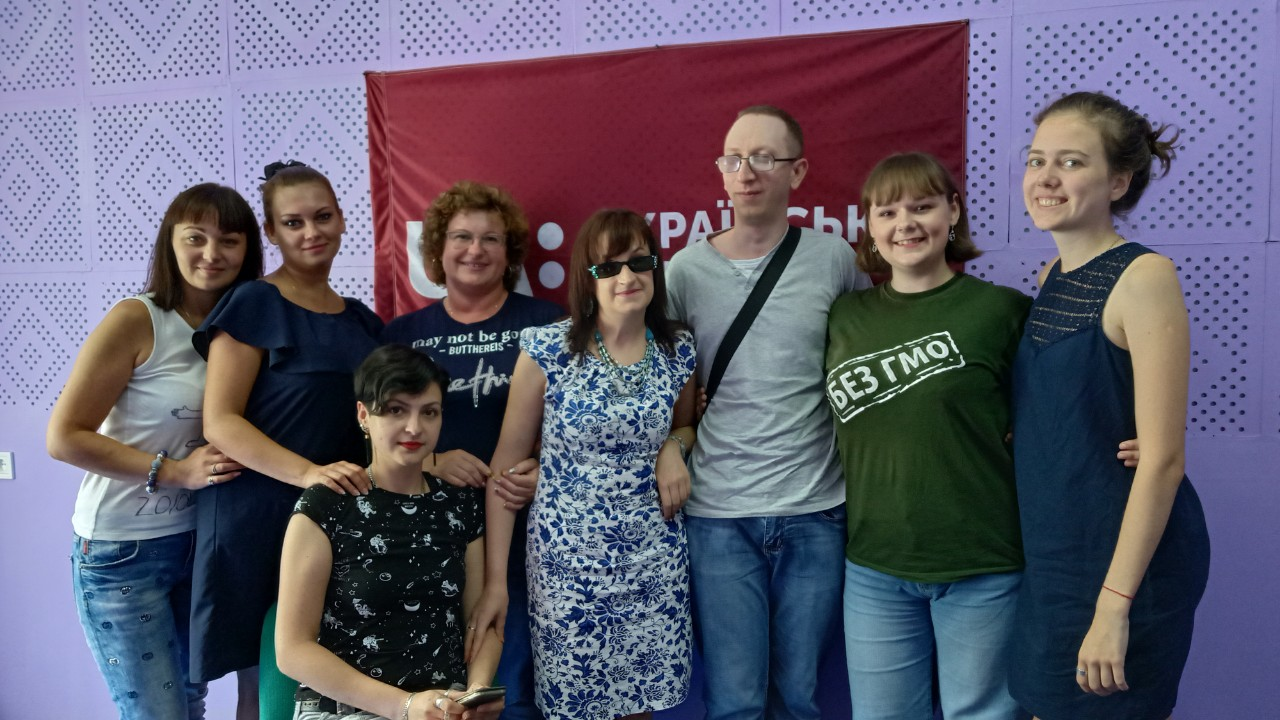
Марія Дружко і клуб Vivart на українському радіо

## Публікації
Твори Марії Дружко увійшли до Антології літератури для дітей та юнацтва Придніпров’я «Сяєво жар-птиці» (2009),  Шевченкіани Придніпров’я (2010),  Антології сучасної новелістики та лірики України (2016).
Марія Дружко є співавтором літературних збірників «Собори наших душ» (1998 – 2001), «Весняний цвіт» (2003), «Неопалима купина» (2004), «Ятрань» (2005), «Січеславці  про Багряного» (2006), «Мальви для героя» (2019), «Йому тринадцятий минало» (2020).
Має публікації в альманахах, журналах та газетах «VivArt”, «Саксагань», «Київська Русь», «Дніпро», «Січеслав»,  «Бористен», «Свічадо», «Гранослов'є», «Свобода», «Степова Еллада», «Літературна Україна» та ін.

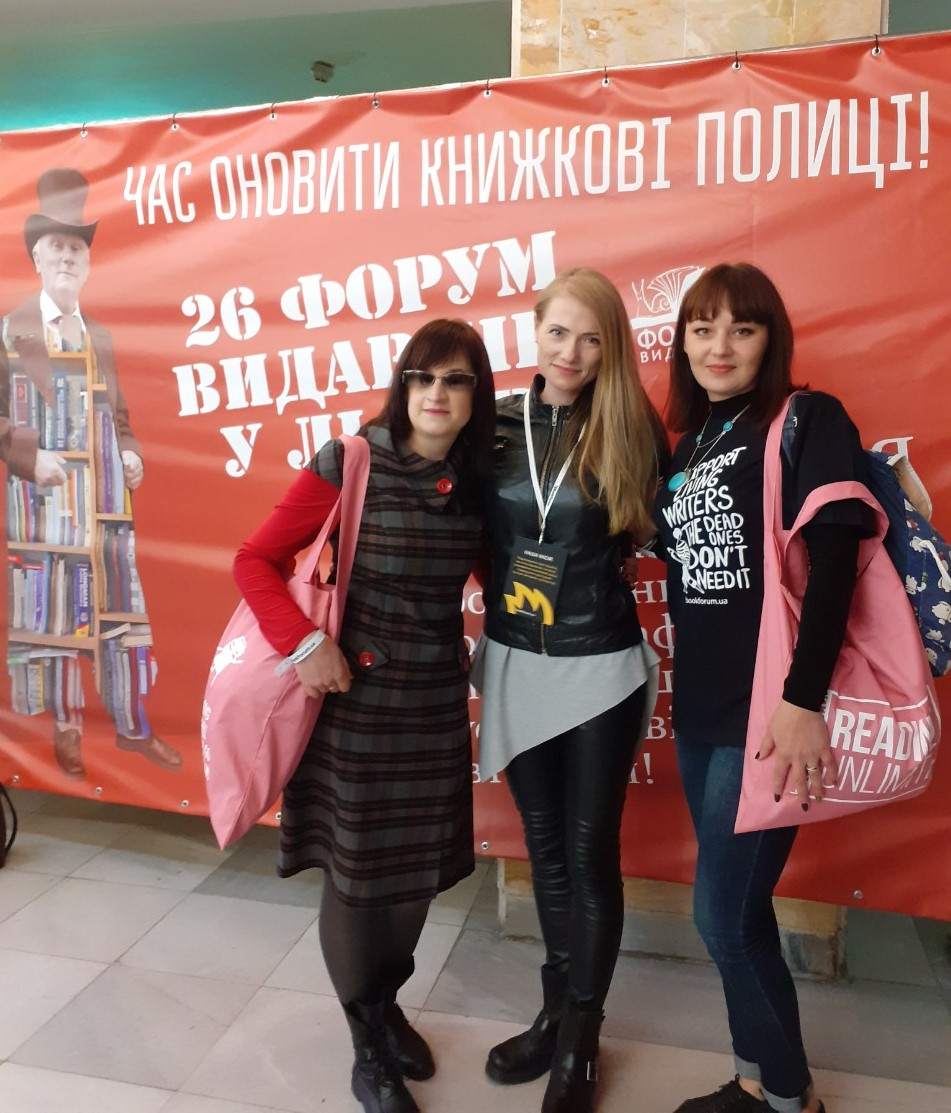
Марія Дружко - амбасадор форуму видавців у Львові, 2019 рік